# Middelkerke
Middelkerke è un comune belga di 19 177 abitanti, situato nella provincia fiamminga delle Fiandre Occidentali.